# Luci Veturi Filó (cònsol 206 aC)
Luci Veturi Filó (en llatí: Lucius Veturius L. F. L. N. Philo) va ser un magistrat romà. Formava part de la gens Vetúria.
Va ser edil curul l'any 210 aC, i pretor el 209 aC amb la jurisdicció peregrina a la Gàl·lia Cisalpina com a província, exercint en aquella regió com a propretor l'any següent, el 208 aC.
L'altre any, el 207 aC, va servir sota Claudi Neró i Livi Salinator i va ser enviat a Roma, junt amb Quint Cecili Metel, per portar la notícia de la derrota i la mort d'Àsdrubal Barca. Gràcies a aquesta victòria, als comicis va ser elegit cònsol junt amb Quint Cecili Metel, i els dos cònsols van rebre el Brútium com a província amb l'encàrrec de seguir la guerra contra Hanníbal. El seu període de mandat d'un any va passar sense cap fet rellevant i Filó va tornar a Roma per celebrar comicis mentre el seu col·lega es quedava al Brútium.
L'any 205 aC va ser magister equitum del seu antic company ara dictador Quint Cecili Metel, nomenat amb aquest càrrec per celebrar els comicis.
Finalment va anar a Àfrica amb Escipió i després de la batalla de Zama, l'any 202 aC va anar a Roma a portar notícies de la victòria.